# 微齒龍
微齒龍（屬名："Microdontosaurus"）意為「有微小牙齒的蜥蜴」，是種未敘述的無資格名稱（Nomen nudum），化石是在1985年發現於中國。目前有至少兩個不同時代的化石被歸類於微齒龍屬。其中之一為晚白堊紀的蜥腳下目恐龍。另外一個屬於原蜥腳下目的黑丘龍科，年代為晚三疊紀或早侏儸紀。兩者都符合微齒龍的模式種大野微齒龍 ("M. dayensis"）。
自從敘述者趙喜進在1983年或1985年建立了其他非正式名稱後，微齒龍便不再使用，可能已用其他名稱而被重新敘述過。